# ワイルド・スワン
『ワイルド・スワン』（Wild Swans: Three Daughters of China)は、1991年に発表された中国人女性作家ユン・チアンの自伝的ノンフィクションである。全世界で1000万部を超えるベストセラーになった。日本語訳は講談社から土屋京子訳で1993年1月に出版された。同年2月に来日したユン･チアンにはマスコミのインタビューが殺到した。
著者がイギリスの大学に留学中に、留学先を訪れた母がこれまでの家族の話を語ったことが執筆のきっかけとなった。イギリスでは1991年、出版されて以来三十週にわたってベストセラーの三位以内にとどまり権威あるNCR文学賞のノンフィクション部門賞を獲得した。またイギリス作家協会からも、ノンフィクション部門の年間最優秀賞を受賞を与えられ、BBCによってこの作品を基にしたドキュメンタリー番組が製作され1993年に放送された。
アメリカ、ドイツ、オランダ、フランス、フィンランド、スウェーデン、台湾でも出版され、いずれもベストセラーのトップになった。1993年には、日本、スペイン、イタリア、韓国、デンマーク、ノルウェー、ハンガリーで出版されている。中国本土にも内モンゴル人民出版社、天地図書などの幾つかの刊本が出版された。
2012年、この作品を原作とした舞台がアメリカとイギリスで上演された。

## 内容
激動の中国近代史を背景に、清朝末期の錦州で祖母の誕生からユン･チアンの1978年のイギリス留学までの一族の苦難の歴史を冷静な目でとらえた傑作。文化大革命の混乱と狂気なかに青春を過ごし一族への迫害に耐え毛沢東の真実の姿に目覚めていく自分自身を描いている。

## 各章の概要
1 三寸金蓮 - 軍閥将軍の妾  (1909-1933)
"Three-inch golden lilies"
15歳で、私の祖母は軍閥将軍の妾になった。1931年、私の母が生まれた。
2 ただの水だって、おいしいわ - 夏先生との再婚  (1933-1938)
"Even plain cold water is sweet"
将軍が亡くなり、祖母は自由になった。漢方医の夏先生の正妻として再婚。
3 満州よいとこ、よいお国 - 日本占領下の暮らし  (1938-1945)
"They all say what a happy place Manchukuo is"
1932年に日本は錦州を占領。日本統治下で母は女学生として暮らす。
4 国なき隷属の民 - さまざまな支配者のもとで    (1945-1947)
"Slaves who have no country of your own"
1945年8月に日本が降伏。ソ連兵が来て、その後国民党が統治。
5 米十キロで、娘売ります - 新生中国への苦闘    (1947-1948)
"Daughter for sale for 10 kilos of rice"
母は国民党を嫌い、共産党地下組織に加わった。1948年10月、共産党が錦州を占領。
6 恋を語り合う - 革命的結婚    (1948-1949)
"Talking about love"
母は王同志と会った。互いに好感を抱き、恋愛となり、結婚。
7 五つの峠を越えて - 母の長征  (1949-1950)
"Going through th five mountain passes"
母は錦州がいやになり、父の故郷、四川省の宜賓（イーピン）へ行く。南京まで徒歩。
8 故郷に錦を飾る - 家族と匪賊の待つ四川省へ    (1949-1951)
"Returning home robed in embroidered silk"
母は仮共産党員だった。党員のいじめで、なかなか正式な党員にしてもらえない。
9 主人が高い地位につけば、鶏や犬だって天に昇る - 清廉潔白すぎる男  (1951-1953)
"When a man gets power, even his chickens and dogs rise to heaven"
1952年に私が生まれた。母の女上司の挺が父に色目を使う。一家はいらぬ危険を避けて、成都へ。
10 苦難が、君を本物の党員にする - 母にかけられた嫌疑 (1953-1956)
"Suffering will make you a better communist"
反革命分子の摘発のため、母は隔離審査を受けた。仮釈放の間に3歳の私に会いに来た。
11 反右以降、口を開く者なし - 沈黙する中国 (1956-1958)
"After the anti-rightist campaign no one opens their mouth"
1957年に反右派闘争。いかなる党批判も許されない事が明らかになった。
12 米がなくても飯は炊ける - 大飢饉 (1958-1962)
"Capable women can make a meal witout food"
私は恵まれた小学生だった。「大躍進」による飢饉で、中国で3000万人が餓死したと言われる。
13 だいじなだいじなお嬢ちゃん - 特権という名の繭の中で (1958-1965)
"Thousand-gold little precious"
私は恵まれた教育を受けた。ひとりで考えごとをするのが好きだった。
14 父よりも、母よりも、毛主席が好きです - 毛沢東崇拝   (1964-1965)
"Father is close, mother is close, but neither is as close as chairman Mao"
子供たちの心には、忠誠の対象はただひとり毛主席のみ、という思想がたたきこまれた。
15 まず破壊せよ、建設はそこから生まれる - 文化大革命はじまる (1965-1966)
"Destroy first, and construction will look after itself"
1966年5月、「走資派」に対する文化大革命が始まった。学校の授業がなくなった。
16 天をおそれず、地をおそれず - 毛主席の紅衛兵 (1966)
"Soar to heaven, and pierce the earth"
北京の各学校で紅衛兵が組織された。十代の若者たちが毛沢東の手足となった。
17 子供たちを「黒五類」にするのですか？ - 両親のジレンマ   (1966年8-10月)
"Do you want our children to become 'Blacks'?"
父は学生らの攻撃目標になった。父は文化大革命を中止するよう毛主席に手紙を書く。
18 すばらしいニュース - 北京巡礼   (1966年10-12月)
"More than gigantic wonderful news"
私は政府が奨励する北京巡礼に行き、一瞬だけ毛主席を見た。
19 罪を加へんと欲するに、何ぞ辞無きを患えんや - 迫害される両親 (1966 12月-1967)
"Where there is a will to comdemn, there is evidence"
父母をつるしあげる批闘大会が開かれた。父は文革を中止するよう、もう一度毛主席に手紙を書く。
20 魂は売らない - 父の逮捕 (1967-1968)
"I will not sell my soul"
父が逮捕された。母は周恩来に直訴。父は釈放されたが、精神異常になっていた。
21 雪中送炭 - 姉、弟、友だち (1967-1968)
"Giving charcoal in snow"
1968年、全国の大学生は全員くりあげ卒業し、下放された。
22 思想改造 - ヒマラヤのふもとへ   (1969年1-6月)
"Thought reform through labor"
1969年、私たち一家もばらばらに下放された。父は米易、姉と私は寧南、母は牛郎壩。
23 読めば読むほど愚かになる - 農民からはだしの医者へ   (1969年6月-1971年)
"The more books you read, the more stupid you become"
私は徳陽の人民公社に入る事ができた。労働は時間で評価され、みんなゆっくり働く。
24 どうか、ぼくの謝罪を聞いてください - 労働キャンプの両親 (1969-1972)
"Please accept my apologies that come a lifetime too late"
母と父のところへ面会に行けた。心ある人たちのおかげで数ヶ月いっしょに暮らせた。
25 かぐわしい風 - 『電工手冊』、『六つの危機』、新しい生活 (1972-1973)
"The fragnance of sweet wind"
文化大革命は行き詰まった。母は名誉回復。私は母の口ききで四川大学に入学し、英語の勉強を始めた。
26 外国人の屁を嗅いで芳香と言うに等しい - 毛沢東の時代に英語を学ぶ (1972-1974)
"Sniffing after foreigners' farts and calling them sweet"
英語の入門書がない。でも大学図書館には英語蔵書が残っていた。オルコット、オースチン、ブロンテ姉妹．．。
27 これを天国と呼ぶなら、何を地獄と言うのか - 父の死   (1974-1976)
"If this is paradise, what them is hell?"
父は名誉回復できないまま死んだ。母は当局の悼辞を修正させた。1976年に毛沢東も死んだ。
28 翼をこの手に    (1976-1978)
"Fighting to take wing"
私は大学を卒業した。父が名誉回復。英文科教師として、私に留学試験の話が来た。
エピローグ
1988年、ロンドンの私の所へ母が来て、過去の話をしてくれた。こうしてこの本を書く。

## 映像インタビュー
- ビデオ「ワイルド・スワン－ベストセラーはこうして書かれた」（1993年、NHKソフトウェア）

来日時のインタビューを収録。

## 刊行詳細

### 日本語版
各・土屋京子訳
- 『ワイルド・スワン』 （上・下、講談社、1993年1月）
- 『ワイルド・スワン』 （上・中・下、講談社文庫、1998年3月、新版（上巻のみ）、2007年3月）

ISBN 978-4062756600／ISBN 978-4062638135／ISBN 978-4062637732　
上巻の文庫新版は、原書（2004年版）「新しいまえがき」で明かされた詳しい執筆の動機と「その後のワイルド・スワン」を増補。
- 『ワイルド・スワン』 （上・下、講談社+α文庫、2017年11月）

ISBN 978-4062816632／ISBN 978-4062816656

### 原著版
- Jung Chang, Wild Swans: Three Daughters of China. Simon and Schuster, (London, 1991); Anchor paperback, (London, 1992), ISBN 0-385-42547-3; Harper Perennial, (London, 2004) ISBN 0-00-717615-5